# 張國棟 (演員)
張國棟（1929年—2021年10月31日），臺灣男演員暨服裝師，曾獲第44屆金鐘獎迷你劇集男配角獎。

## 生平
張國棟早年考入青年軍208師，與孫越為同期同學。1950年代曾為大風劇隊成員，後加入中國電視公司為基本演員暨服裝師。他多飾演喜劇中的甘草人物，1979年在中視連續劇《春城無處不飛花》操著口頭禪「你們看，你們看，你們明天等著看」被譽為搞笑經典。1990年在中視《大陸尋奇》以說書方式擔任旁白，1993年以中視劇場《回家》入圍第28屆金鐘獎男配角獎，2009年以公視人生劇展《應屆退休生》奪得第44屆金鐘獎迷你劇集男配角獎。
他善於烹飪且為人幽默，2009年奪得第44屆金鐘獎迷你劇集男配角獎時曾致詞：「感謝公視給我廢物利用的機會。」
他已婚，獨子張騰鑲曾任緯來體育台攝影師，與離異的妻子李依儒共同育有一子其名為張家銘。
2021年10月31日，因胰臟癌病逝，享耆壽92歲。

## 演出作品

### 電影
- 女兵日記（1975）
- 三星報禧（1977）
- 你笑、我叫、他跳（1977）
- 鄉野奇談（1977）
- 老虎崖（1977）
- 一根火柴（1980）
- 黑豹傳說（1992）
- 地圖的盡頭（2017）
- 請愛我的女朋友（2017）
- 幻術（2019）

### 電視劇
- 公寓風光（1978）
- 春城無處不飛花（1979）
- 欽差大人（1980）飾大牛
- 青春作伴好還鄉（1992）
- 回家（1993）
- 秦俑（1994）飾花掌櫃
- 愛在他鄉（1995）飾 林遠
- 走馬燈（1997） 飾高力昇
- 將軍碑（2000）
- 赴宴（2003）
- 神鬼高校（2007）
- 應屆退休生（2009，公視人生劇展）飾 張學林
- 幸福小公園（2010，公視人生劇展） 飾 老趙
- 飯糰之家（2010）
- 溫柔的慈悲（2011）
- 讓愛飛翔（2011）
- 警察先生（2012）
- 就是要你愛上我（2013）
- 有愛一家人（2013）
- 巷弄裡的那家書店（2014）
- 愛上兩個我（2014）
- 回家路上（2015）
- 高塔公主（2018）飾 賀爺爺
- 天巡者（2020）飾 土地公

### 舞臺劇
- 小鳳仙（1955）
- 百年好合（2011）

### 社教與綜藝節目
- 螢光星座（參演，1973）
- 大陸尋奇（旁白，1990）

## 幕後工作作品
- 長白山上（服裝，1970）
- 一週一劇（服裝，1973）
- 火燒少林寺（英语：The Blazing Temple）（劇務，1976）
- 猿美人（場記，1977）
- 少林叛徒（製片，1977）
- 旋風十八騎（製片助理，1977）
- 臉譜（製片，1978）
- 十八玉羅漢（製片，1978）
- 老頭拳頭大饅頭（製片，1979）
- 靈犬八大俠（製片，1980）
- 神探梟雄（製片，1982）
- 一剪梅（服裝，1984）
- 布袋和尚（服裝，1997）
- 戀戀阿里山（服裝，2010）

## 獎項
| 年份   | 頒獎典禮     | 獎項                       | 影片                   | 角色   | 結果 |
| ------ | ------------ | -------------------------- | ---------------------- | ------ | ---- |
| 1993年 | 第28屆金鐘獎 | 戲劇節目男配角獎           | 《悲歡人生系列：回家》 |        | 提名 |
| 2009年 | 第44屆金鐘獎 | 迷你劇集／電視電影男配角獎 | 《應屆退休生》         | 張學林 | 獲獎 |

## 外部連結
- 張國棟在互联网电影资料库（IMDb）上的資料（英文）
- 張國棟在香港影庫上的簡介